# Camión monstruo

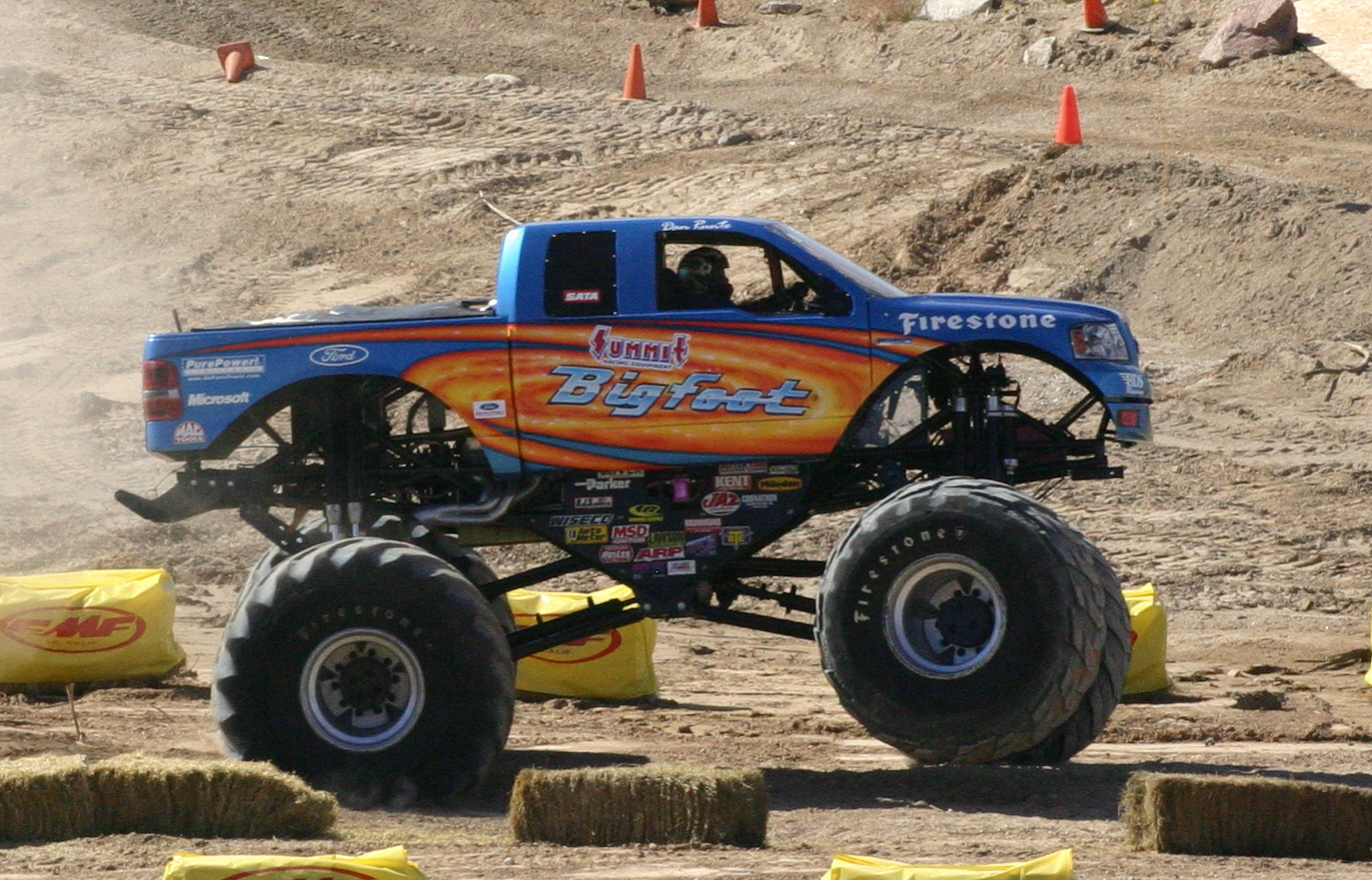
Un camión monstruo Bigfoot en Arizona, Estados Unidos.

Un camión monstruo (en inglés: monster truck) es un automóvil modificado con ruedas gigantes y suspensión comúnmente del tipo neumática, pero varias veces usan automóviles de carga (camionetas como la Chevrolet Silverado). Son usados para competición en deportes de entretenimiento y en algunos casos también compiten en carreras de pista con obstáculos, carreras en lodo (mud bugging), tiras de tractor (tractor pull) y robots «come autos». Son populares en Norteamérica y han alcanzado un cierto grado de popularidad en Latinoamérica debido a los eventos hechos por American Monster Truck Association (AMTA) en el 2006[cita requerida].

## Historia
Al final de los años 70, pick-up trucks (camionetas de carga pesada) modificadas se popularizaban y los deportes de carreras en lodo y tira de tractores ganaban popularidad. Muchos dueños de camiones habían diseñado camiones con suspensión levantada para competir en esos eventos, y muy pronto se crearían competiciones por el «camión más grande». Los camiones que ganaron más atención fueron Bigfoot de Bob Chandler, Fred Shafer, Bear Foot de Jack Willman padre, y King Kong de Jeff Dane. En ese entonces, los neumáticos de los camiones más grandes eran de 49 pulgadas (1,23 m) de diámetro.
El 14 de junio de 1974 Bob Chandler condujo sobre automóviles en un campo haciendo lo que se cree ser el primer monster truck que destruyó autos. Chandler condujo Bigfoot sobre un par de autos en un campo como prueba de la habilidad del camión y lo filmó para uso promocional en su taller. Un promotor de eventos vio el vídeo de la destrucción de autos y le preguntó a Chandler si podía hacerlo enfrente de una audiencia. Inicialmente titubeante, Chandler finalmente aceptó. Después de unos pequeños shows, Chandler realizó el espectáculo en el Pontiac Silverdome en 1982. En este show, Chandler también debutó una nueva versión de Bigfoot con ruedas de 66 pulgadas (1,7 m) de diámetro. En un evento anterior en los años 80, cuando Bigfoot aún corría con ruedas terra de 49″, Bob George, uno de los dueños de una promoción de automovilismo llamada Truck-a-rama, se dice que creó el término «monster truck» cuando se refirió a Bigfoot. El término monster truck se convirtió en un nombre genérico para todos los camiones con ruedas de tamaños colosales.
El debate sobre quien hizo la primera destrucción de automóviles era a veces discutida. A finales de los años 1970 y a principios de los 1980 se dice que King Kong había destruido autos en Great Lakes Dragway en Union Grove, Wisconsin. Otro camión, conocido como High Roller, fue también documentado haciendo destrucciones de automóviles en el estado de Washington antes que Bigfoot. El camión de barro tirado por tractores llamado Cyclops de Arizona, entonces manejado por los hermanos Dykman, es también conocido por destruir automóviles antes que Bigfoot.
Ambos King Kong y Bear Foot siguieron a Bigfoot con ruedas de 66 pulgadas de diámetro, y pronto otros camiones monstruo, como King Krunch, USA-1, y Virginia Giant fueron construidos. Esos antiguos camiones fueron construidos a base de chasis normales, los cuales fueron reforzados usando suspensión de ballestas, carrocería normal y ejes militares para soportar las ruedas. Como resultado, los camiones eran extremadamente pesados (usualmente 13 000 a 20.000 libras) y la mayoría de las ruedas había que unírselas a los autos.
Para principios de los 80, los monster trucks realizaban exhibiciones como espectáculo aparte en las tiras de camiones o los eventos de carreras en lodo. En 1985, grandes promotores, como la USHRA y TNT Motorsports, empezaron a correr con camiones monstruo regularmente. Las carreras, como son hoy día, eran de carreras de arrancones, corridas en un curso con obstáculos. El cambio a las carreras eventualmente llevó a los dueños de los camiones a construir camiones más ligeros, con más poder. El establecimiento del primer campeonato por puntos de TNT en 1988 expeditó el proceso y los equipos fundados comenzaron a usar armazones de carril recto, carrocerías de fibra de vidrio y componentes del eje más ligeros, para reducir el peso y ganar velocidad.
En 1988, para estandarizar las reglas de construcción y de seguridad de los camiones, Bob Chandler y George Carpenter formaron la Monster Truck Racing Association (MTRA). La MTRA creó reglas de seguridad para ordenar los monster trucks. La organización aún juega un gran papel en el desarrollo del deporte en los EE. UU. y Europa.
Con las carreras tomando precedencia, varios equipos empezaron a pensar en nuevas maneras sobre cómo los camiones podían ser construidos. Hacia finales de 1988, Gary Cook y David Morris debutaron Equalizer, un camión combinación de resortes helicoidales y amortiguadores como la fuente principal de suspensión en vez de las ballestas y amortiguadores. En 1989, Jack Willman padre, ahora con su propio camión, Taurus, debutó como un nuevo camión que usaba un sistema de suspensión de cuatro enlaces y amortiguadores de resortes sobre la estructura, y pesaba cerca de 9.000 lb. Aun así, la última novedad vino de Chandler, también en 1989, en el cual su Bigfoot VIII contaba con un completo chasis tubular y suspensiones de largo viaje con viga voladiza y amortiguadores de nitrógeno para controlar la suspensión. El camión revolucionó como los monster trucks eran construidos, y después de unos años los equipos más importantes crearon vehículos similares. 
En 1991, TNT fue comprada por la USHRA y sus puntos fueron juntados. El campeonato Special Events empezó a crecer en popularidad con equipos como en los deportes de calificación abierta, que los torneos de invitación de la USHRA no tenía. Las series de Special Events perdió el auspicio de PENDA en 1996, pero las series continuaron andando. Las series ProMT se iniciaron en el 2000.
Aunque las carreras eran dominantes en la competición, los eventos de la USHRA empezaron a tener exhibiciones de estilo libre a principios de 1993. Esas exhibiciones desarrollaron conductores, más notablemente Dennis Anderson y su popular Grave Digger, empezaron a pedir tiempo para salir y realizar acrobacias si perdían en las primeras eliminatorias de las carreras. Los promotores empezaron a darse cuenta de la popularidad del estilo libre entre los aficionados y en el 2000 la USHRA empezó a tener el estilo libre como una competencia juzgada en los eventos, e incluso premiar un campeonato de estilo libre.
Monster Jam es actualmente la promoción más grande de monster trucks, recorriendo no solo los Estados Unidos, también Canadá y algunas regiones de Europa. Otras promociones incluyen Checkered Flag Productions, AMP Tour, Special Events 4 Wheel & Off Road Jamboree, Major League of Monster Trucks, Extreme Monster Truck Nationals, MTRSS, Monster Truck Challenge y Monster Nationals.

## Carreras de camiones monstruos

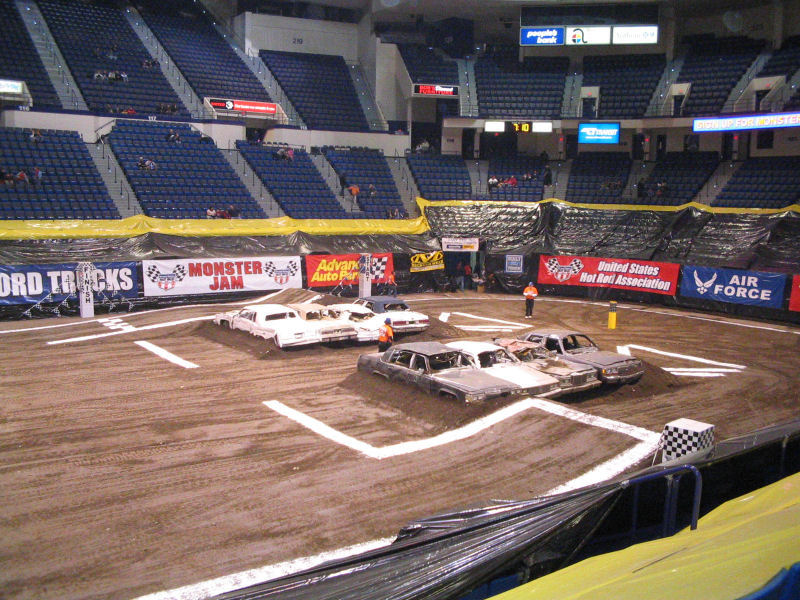
Arena con pista para camiones monstruos.

Usualmente, un evento de "monster truck" incluye que el mismo destruya vehículos pequeños con sus grandes ruedas. Estos camiones pueden sobrepasar fácilmente la mayoría de las barreras, por eso son equipadas con mandos remotos, llamados «interruptor de ignición remota» (Remote Ignition Interuptor), para prevenir accidentes si el conductor pierde el control en cualquier momento. En algunos eventos, solo un monster truck está en el curso a la vez, aunque la mayoría incluye dos conductores compitiendo en pistas simétricas, con el conductor perdedor siendo eliminado como en los torneos de eliminación de singles.
En los últimos años, muchas competiciones de monster truck terminan con un evento estilo libre (freestyle), los conductores son libres de seleccionar su propio curso alrededor de la pista y sus obstáculos. Los conductores generalmente intentan hacer donuts, wheelies y saltos durante este segmento. Elementos adicionales para los conductores son el agregar objetos para destruir como casas rodantes, estas son frecuentemente puestas para el evento de estilo libre. Otros obstáculos a veces puestos en la pista son buses escolares, pequeños aeroplanos, y, a veces, camiones de carga como tráileres, tortons, etc.

## Camiones monstruos más famosos
Los marcados con Negrita, están en el Salón de la Fama de camiones monstruo ubicado en Auburn, Indiana
- Avenger
- Awesome Kong
- Bear Foot
- Beast
- Bigfoot
- Black Stallion
- Blue Thunder
- Captain’s Curse
- Carolina Crusher
- Donkey Kong
- El Toro Loco
- Equalizer
- Goliath
- Grave Digger
- Higher Education
- Just Show’n Off
- King Kong
- King Krunch
- Mad Dog
- Maximum Destruction
- Monster Energy
- Monster Mash
- Monster Mutt
- No Problem
- Pastrana 199
- Predator
- Rolling Thunder
- Samson
- Scooby Doo
- Snakebite
- Stomper Bully
- Super Pete
- Taurus
- Twister
- USA-1
- Vette King
- Virginia Giant

Tanques monstruos más conocidos
- Battle Kat
- Bigfoot Fastrax
- Bounty Hunter
- Orange Blossom Special
- Party Time
- Predator
- Star Traxx
- Virginia Beach Beast

## Equipamiento
El equipamiento de este vehículo consiste en el mismo que los demás, pero se caracterizan más por el enorme tamaño de sus ruedas. Estas pueden llegar a medir más de 2 metros
e incluso 4 metros y el largo del vehículo puede ser más de 7 metros.